# سیارک ۲۰۳۶۳
سیارک ۲۰۳۶۳ (به انگلیسی: 20363 Komitov، نامگذاری:1998KU1) بیست هزار و سیصد و شصت و سومین سیارک کشف شده‌است که در ۱۸ مه ۱۹۹۸ کشف شد.
قدر مطلق سیارک برابر ۱۳.۵ است.